# Burg Treffen
Die Burg Treffen in Treffen am Ossiacher See bildete im Mittelalter den Verwaltungssitz der Herrschaft Treffen.

## Geografische Lage

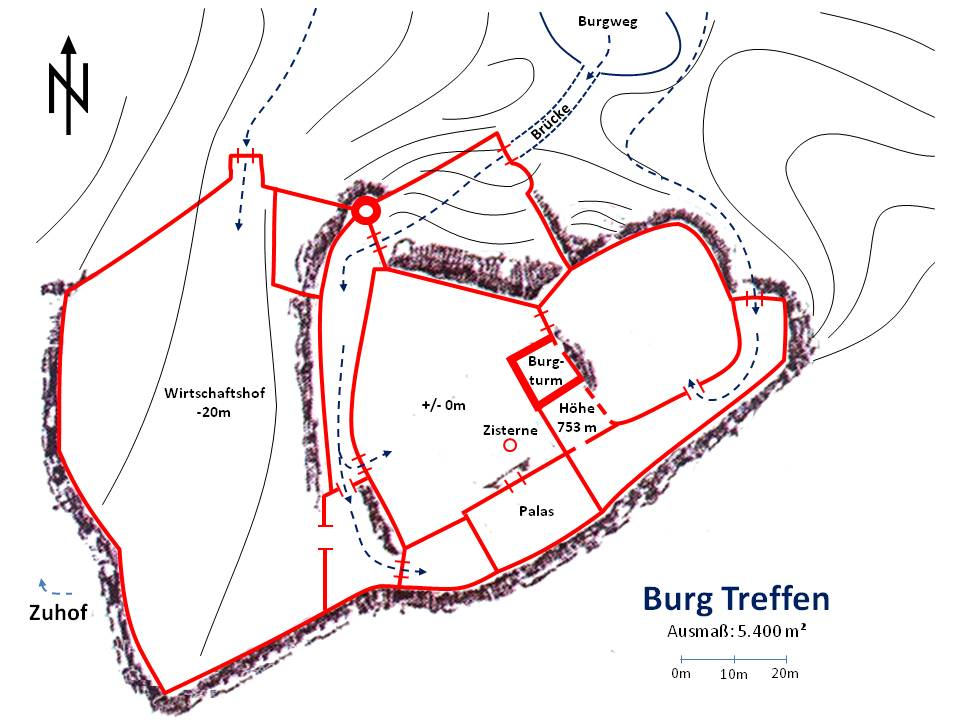
Grundriss der Burg Treffen (Kärnten)

Die Burgruine Treffen liegt auf einer Rückfallkuppe der Steinwender Höhe, am Auslauf des Gegendtals zum Villacher Becken in der Nähe des Ossiacher Sees, etwa 10 km nördlich von Villach. Die inzwischen stark verfallene Ruine der ehemaligen Burg Treffen liegt an der östlichen Talseite, ca. 220 m über der Talsohle auf etwa 750 m ü. N.N. auf einem mächtigen Felskogel auf den westlichen Ausläufern des Gerlitzen-Massivs. Die Lage war strategisch gut gewählt, da die Burg sehr gute Sicht und Kontaktmöglichkeiten durch das Krastal bis zur Drau (die damals die Herrschaftsgrenze bildete) und bis Finkenstein am Faaker See ermöglichte. Die Burg umfasst eine Fläche von 5.400 m2.

## Besitzverhältnisse
Die Geschichte der Burg reicht bis in das 9. Jahrhundert zurück. 878 schenkte König Karlmann dem bayrischen Kloster Ötting den Hof Treffen. Aus diesem Hof dürfte sich im Laufe der Zeit die spätere Burg entwickelt haben. Im 10. Jahrhundert gelangte Treffen an das Bistum Salzburg. 993 war es im Besitz der Passauer Bischöfe. Diese tauschten es 1007 mit König Heinrich II.
Die Gründung der Burg erfolgte um 1065 durch Graf Markwart v. Eppenstein. Die Grafen und Kärntner Herzöge von Eppenstein gehörten zu jener Zeit zu den mächtigsten Dynastien im südöstlichen Alpenraum.
Um 1090 geht die Burg und weitere Eppensteiner Besitzungen durch eine Heirat an den schwäbischen Grafen Wolfrad I. aus dem schwäbischen Dynastengeschlecht der Grafen von Veringen. Ab 1121 trat er als Graf „von Treffen“ auf. Die Grafen Wolfrad I. und II. wurden in den Zeugenreihen immer an prominenter Stelle genannt und müssen eine hohe soziale Stellung im Lande eingenommen haben.
Am 8. August 1161 wurde Ulrich II. von Treffen, der Sohn von Wolfrad II. und seiner Frau Hemma zum Patriarch von Aquileia gewählt. Daraufhin wurden 1163 Burg mitsamt den Besitzungen in Treffen und dem benachbarten Tiffen an das Patriarchat von Aquileia übertragen. Dies bewog den Kärntner Herzog Hermann II von Spanheim 1177 die Burg Treffen zu belagern und besetzen zu lassen.
Kaiser Friedrich I. (Barbarossa) bestätigte dem Patriarchen aber die Rechtmäßigkeit der Schenkung und der Kärntner Herzog musste sie wieder zurückgeben.
Von 1163 bis 1245 waren die Patriarchen von Aquilea im Besitz der Herrschaft und Burg. In dieser Zeit war sie mehrmals Streitobjekt wurde und von Dienstmannen anderer Herren berannt. 1199 erhob der Salzburger Erzbischof Ansprüche auf die Burg, doch wurde dem Patriarchen Wolfgang diesmal von Kaiser Friedrich II. neuerlich sein Besitz bestätigt. 1277 wurde Graf Friedrich von Ortenburg mit Treffen belehnt. 1306 verpfändete Patriarch Ottobonus die damals als „turris de Treven“ bezeichnete Burg für 30 Jahre an die Kärntner Herzöge Otto und Heinrich. Diese gaben sie zwei Jahre später ebenfalls als Pfand an Konrad von Aufenstein weiter. 1324 gaben die Aufensteiner die Herrschaft als Afterlehen an Engelmar von Villanders weiter.
1361 gaben die Auffensteiner Treffen an Aquileja zurück und ersuchten den Patriarchen Ludwig, mit der Herrschaft Treffen Herzog Rudolf IV von Habsburg zu belehnen. Herzog Albrecht III. belehnte 1371 Rudolf von Liechtenstein mit der Herrschaft. Von 1473 bis 1483 berauben und brandschatzen die Türken Kärnten. Seit 1480 mischt auch der Vizekönig von Ungarn, Matthias Corvinus mit und zieht Niklas von Liechtenstein mit einem privaten Friedensvertrag an sich. Dieser Vertrag wurde von Kaiser Friedrich III. als Verrat angesehen und er ließ die Burgen des Lichtensteiners, Treffen und Seltenheim, 1489 zerstören und entzieht ihm das Erbmarschallamt. Niklas von Liechtenstein wurde wegen seiner Unterstützung der Ungarn geächtet und Treffen 1490 an Lasla Prager verliehen. Dieser beseitigte die Schäden und verbesserte die Wehreinrichtungen der Burg.
Kaiser Ferdinand II. gab sie 1538 an Georg von Liechtenstein zurück. Die Liechtensteiner errichteten im Tal das neue Schloss, so dass die Burg nicht mehr bewohnt wurde und in Verfall geriet. Georgs Enkel Otto VI verkaufte die Herrschaft 1552 an Barbara von Seenuß. 1623 erbte Christian Proy den Besitz. Nach dem Tod seines Sohnes Georg Philipp kaufte 1647 Anton Freiherr Grotta von Grottenegg die Herrschaft. 1690 wurde die Burg durch ein schweres Erdbeben vollends zur Ruine. Mitte des 18. Jahrhunderts kaufte Graf Theodor Christalnigg die Herrschaft. Auf ihn folgten 1781 seine Tochter, Gräfin Marianne Goess und 1808 Josef Sebastian Pobeheim.
1818 kaufte Graf Peter Goess die Herrschaft für seine Familie zurück. Sie verblieb dort bis 1885, als sie an Theodor Graf de la Tour en Voivre veräußert wurde. 1916 erbte Rudolf von Gall den Besitz, der 1961 an seine Tochter Ilse von Sallmann überging. Auf sie folgte Karoline Kramer, die auch heute noch Grundeigentümerin von Alt-Treffen ist.

## Bildergalerie

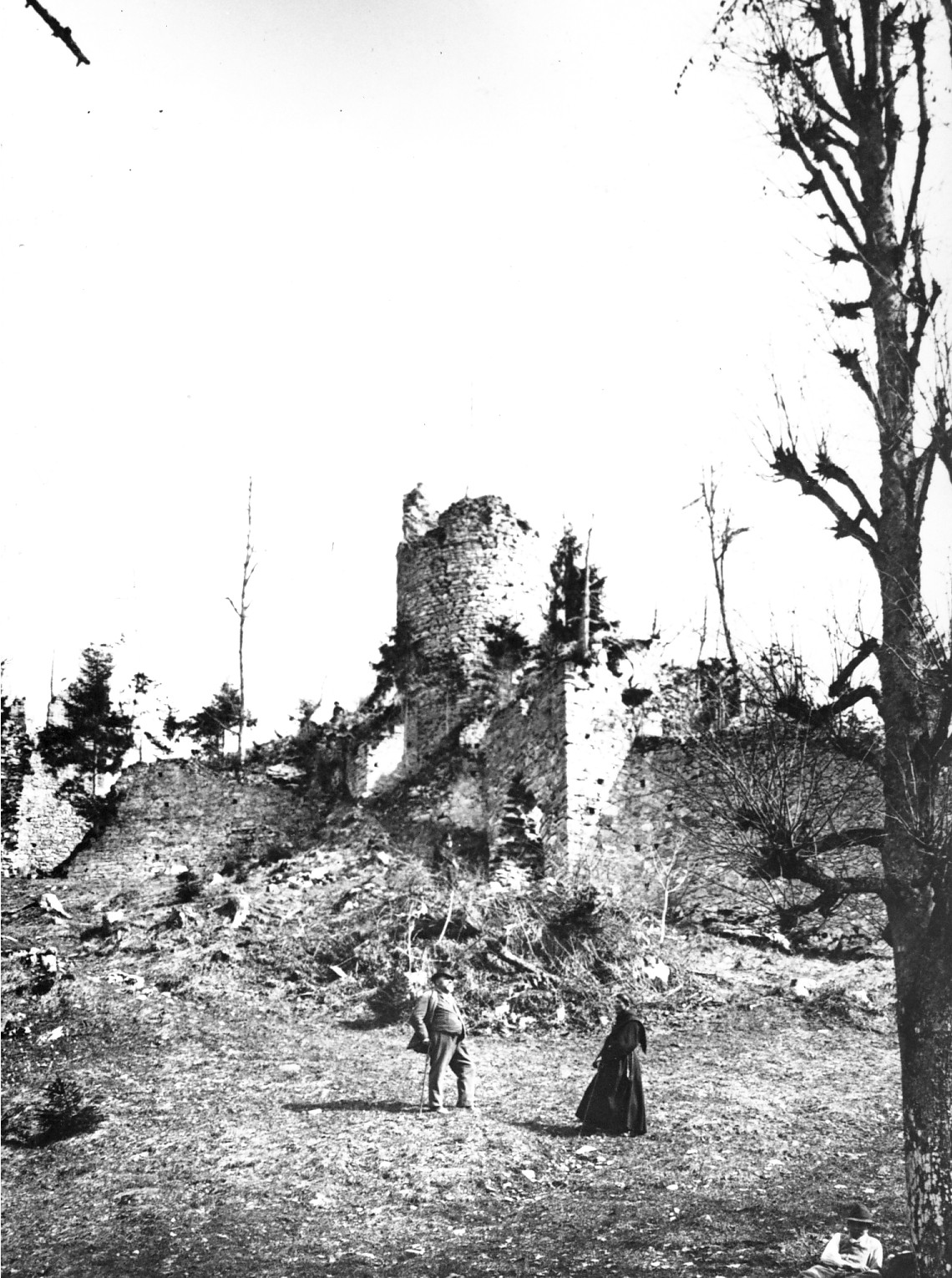
Burg Treffen (Kärnten) um 1890 mit Blick aus Süd-Westen.
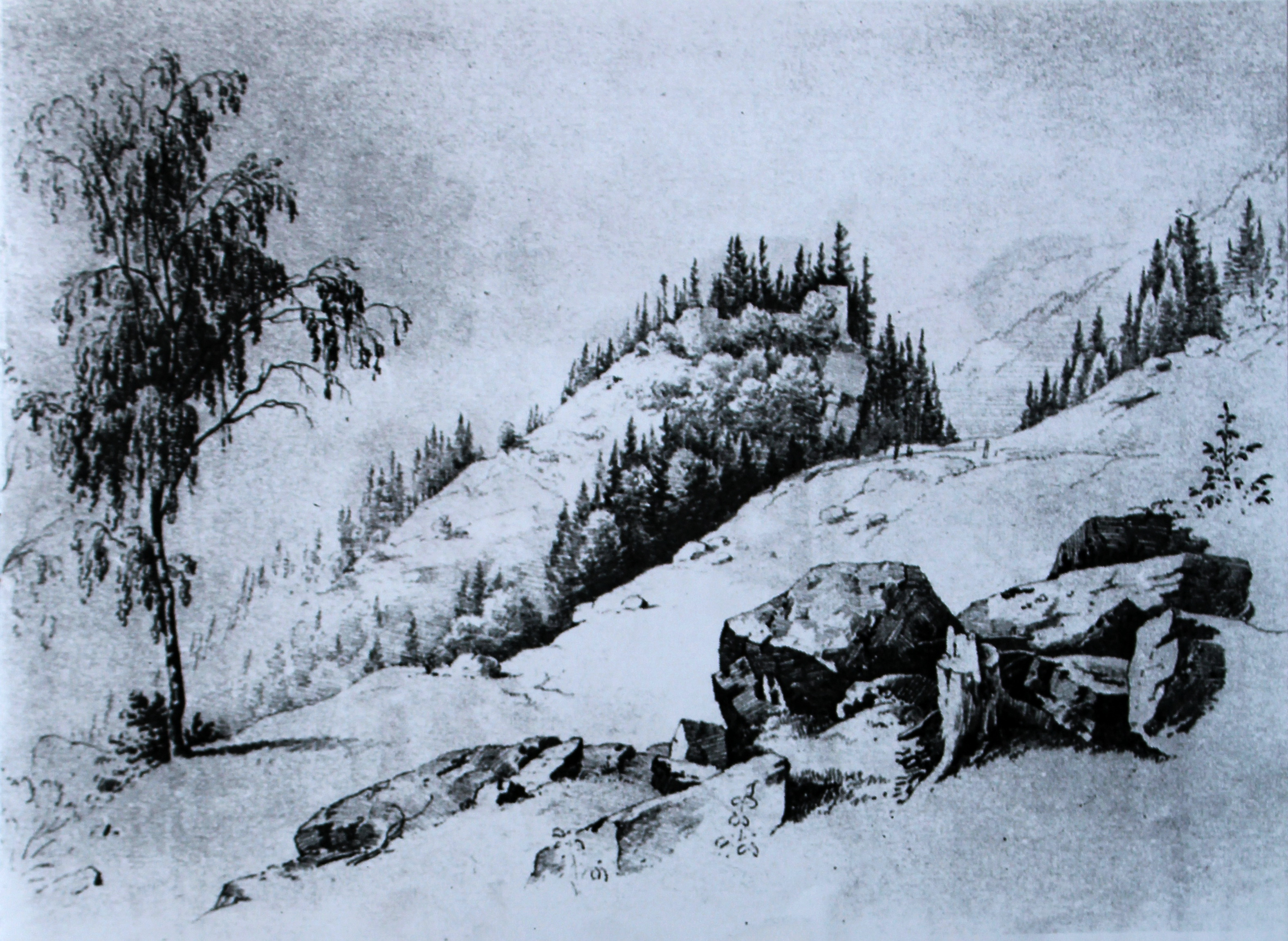
Skizze der Burg Treffen (Kärnten) nach Markus Pernhart mit Blick aus Osten.
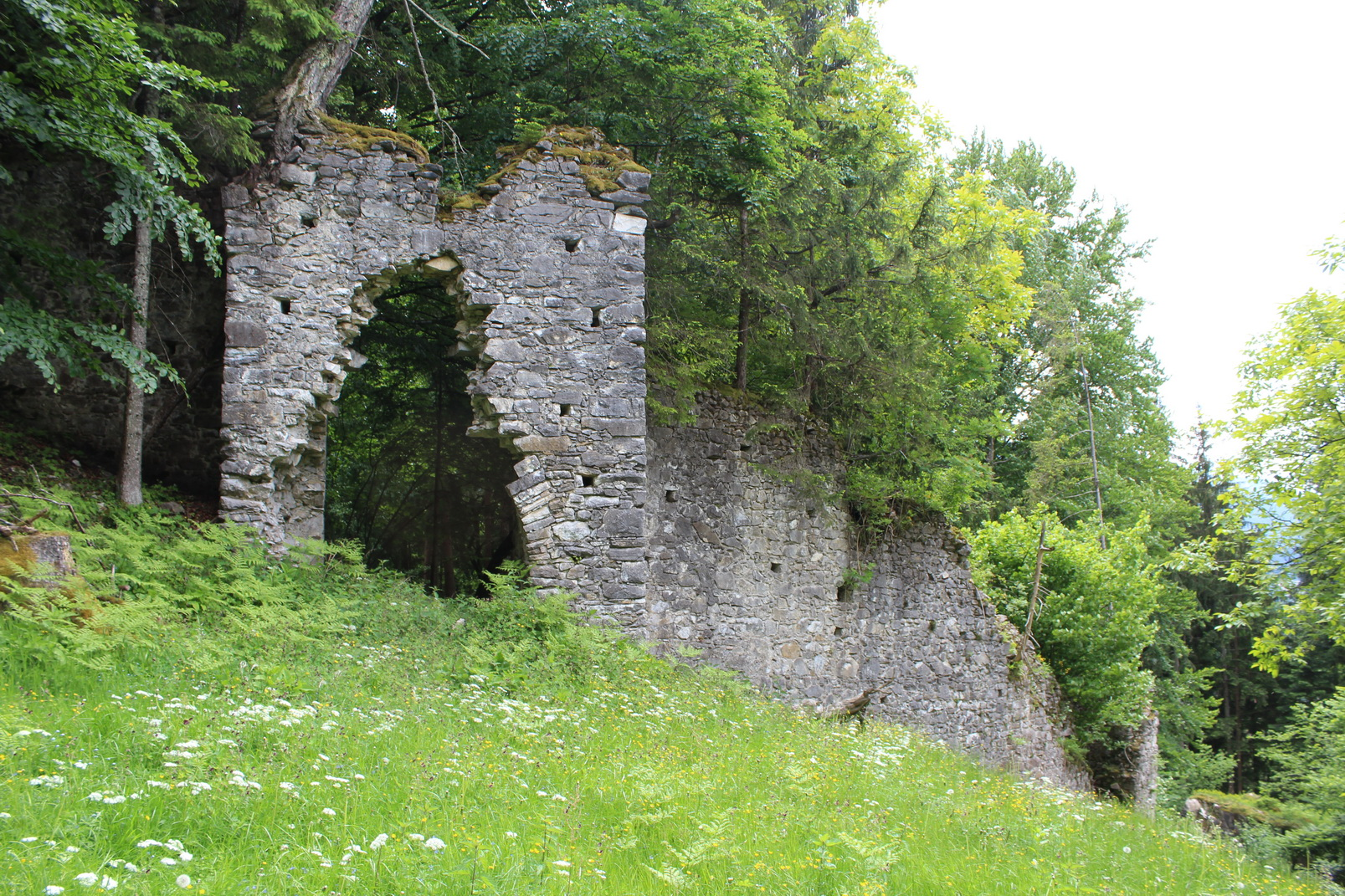
Eingangsturm zum Wirtschaftshof der Burg Treffen (Kärnten) Blick aus Westen.
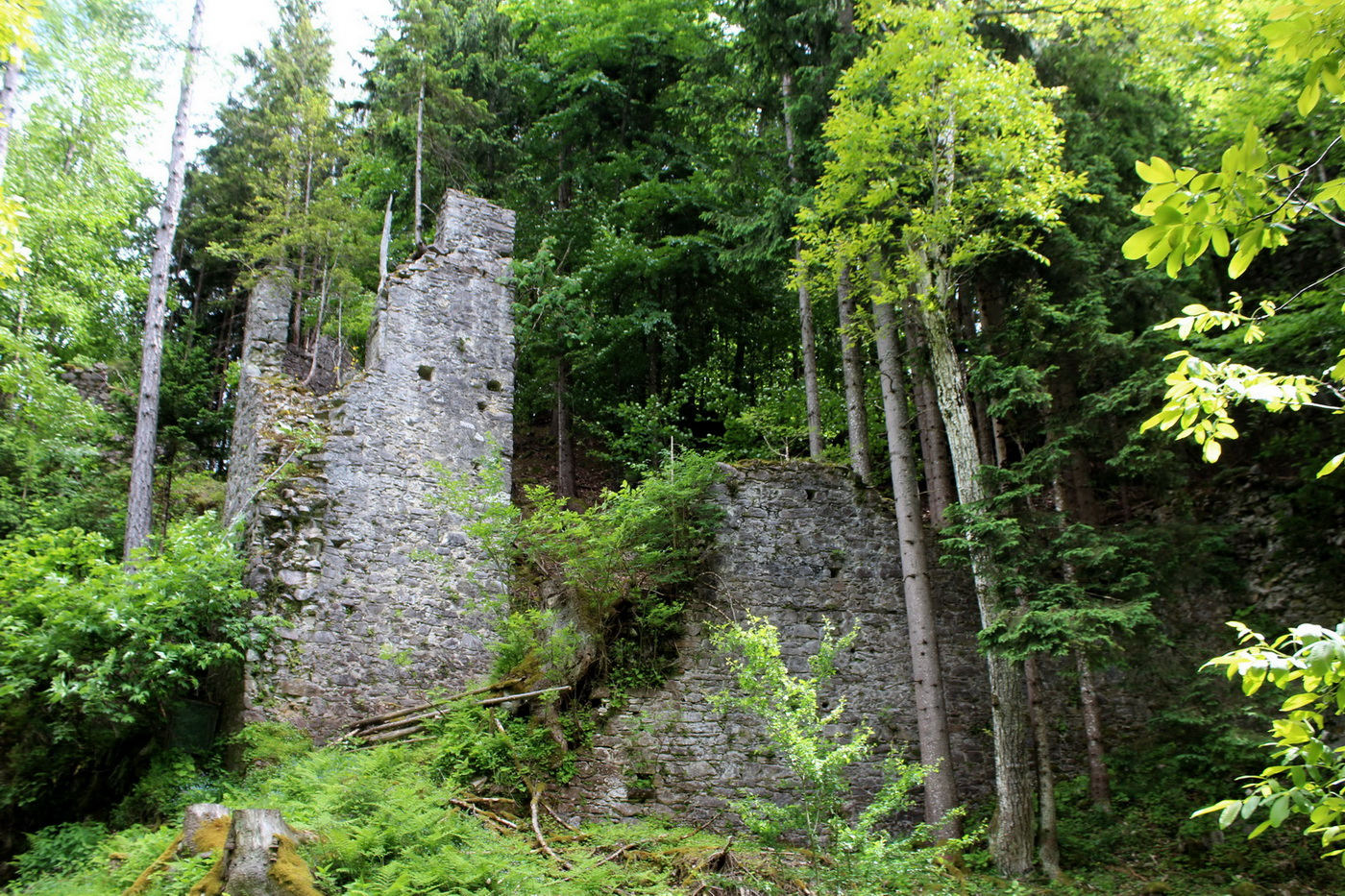
Burg Treffen (Kärnten) Blick aus Süd-Westen.
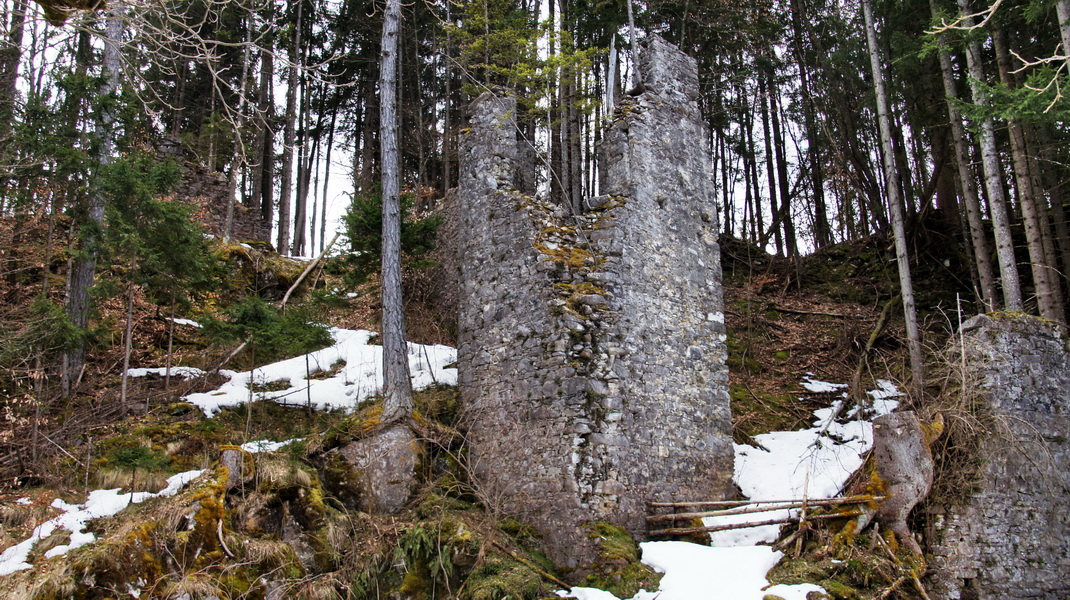
Burg Treffen (Kärnten) (Foto von Hermann Truschnig) Blick aus Süd-Westen.
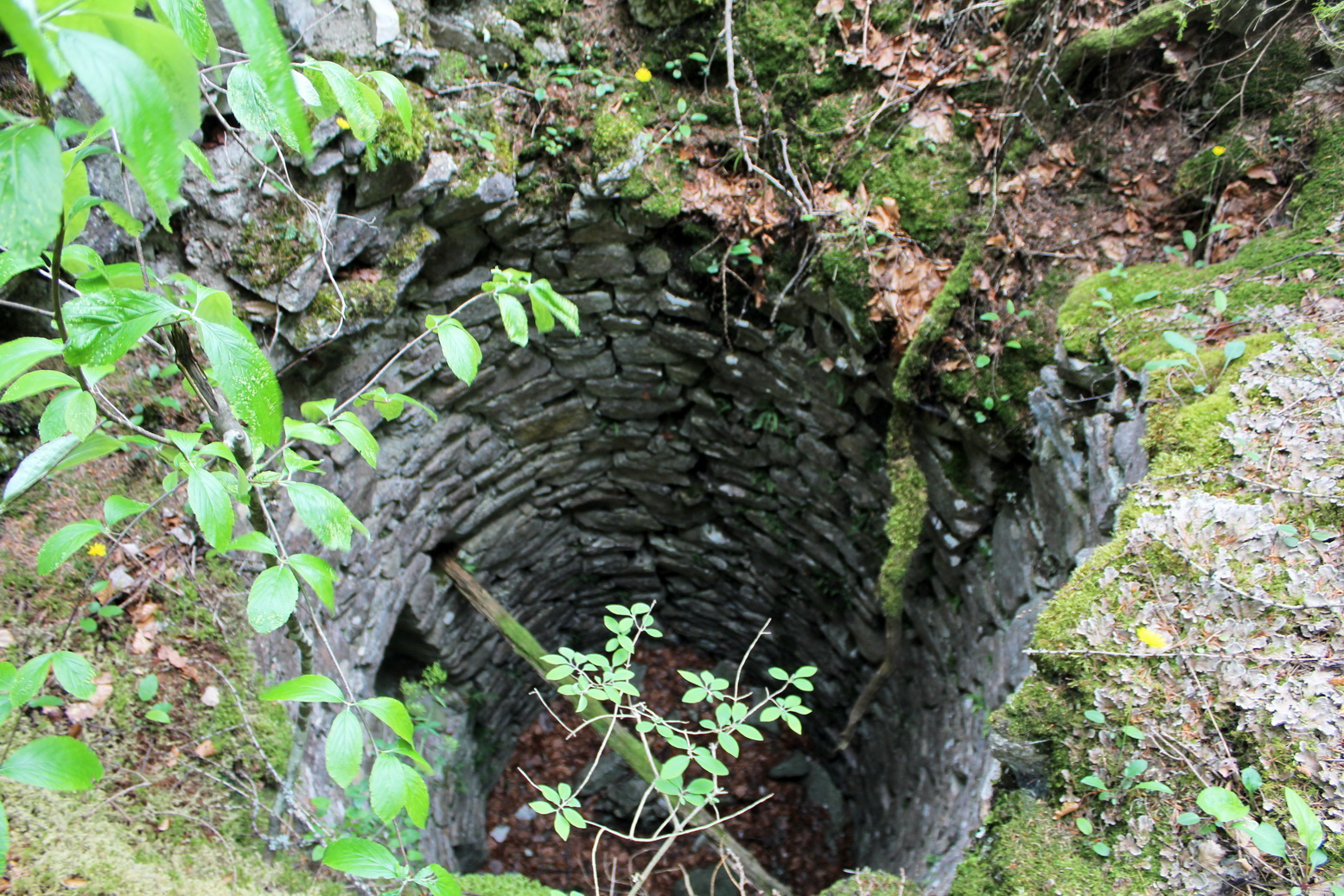
Burg Treffen (Kärnten)
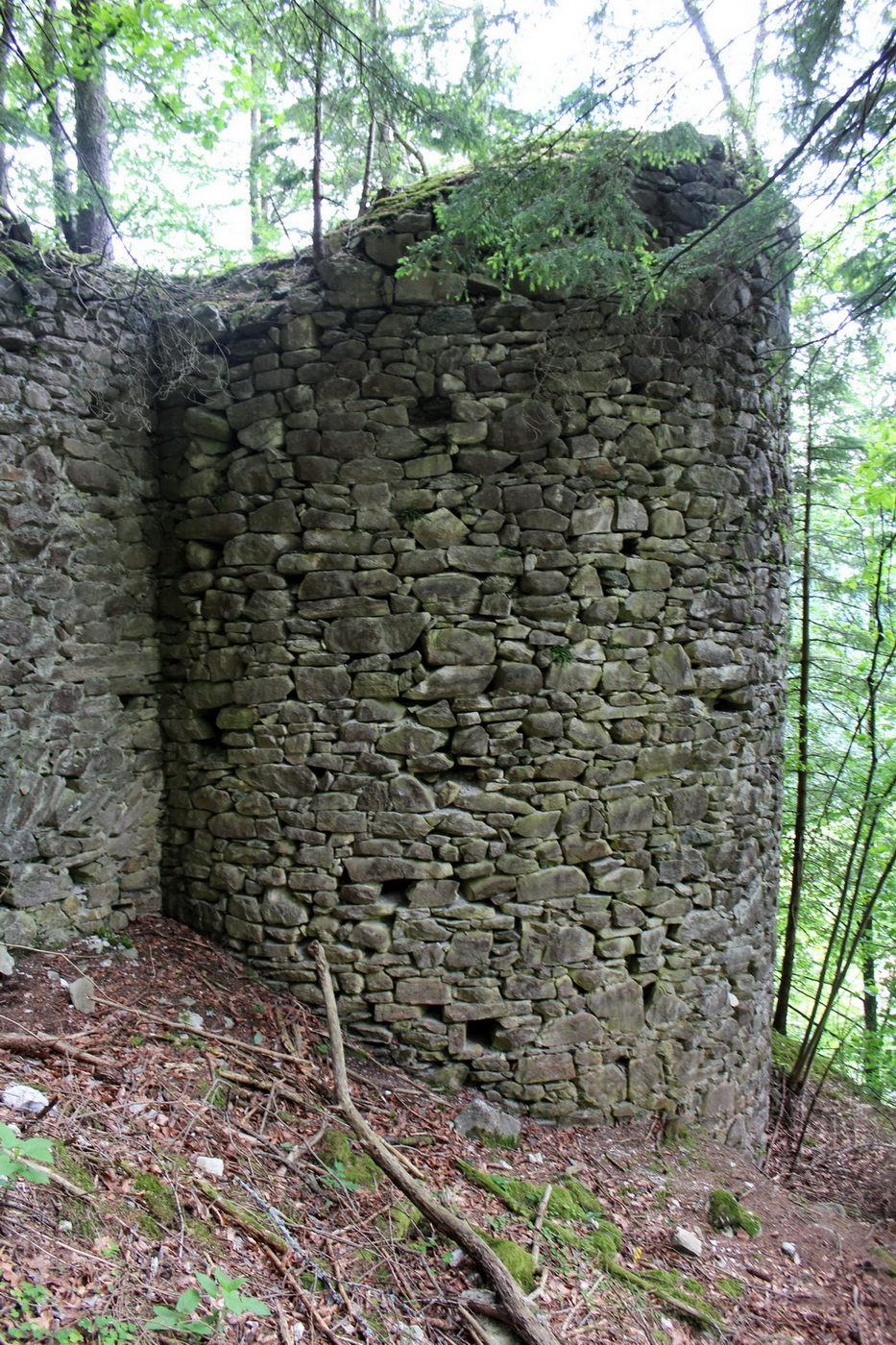
Burg Treffen (Kärnten) Blick aus Nord-Westen.
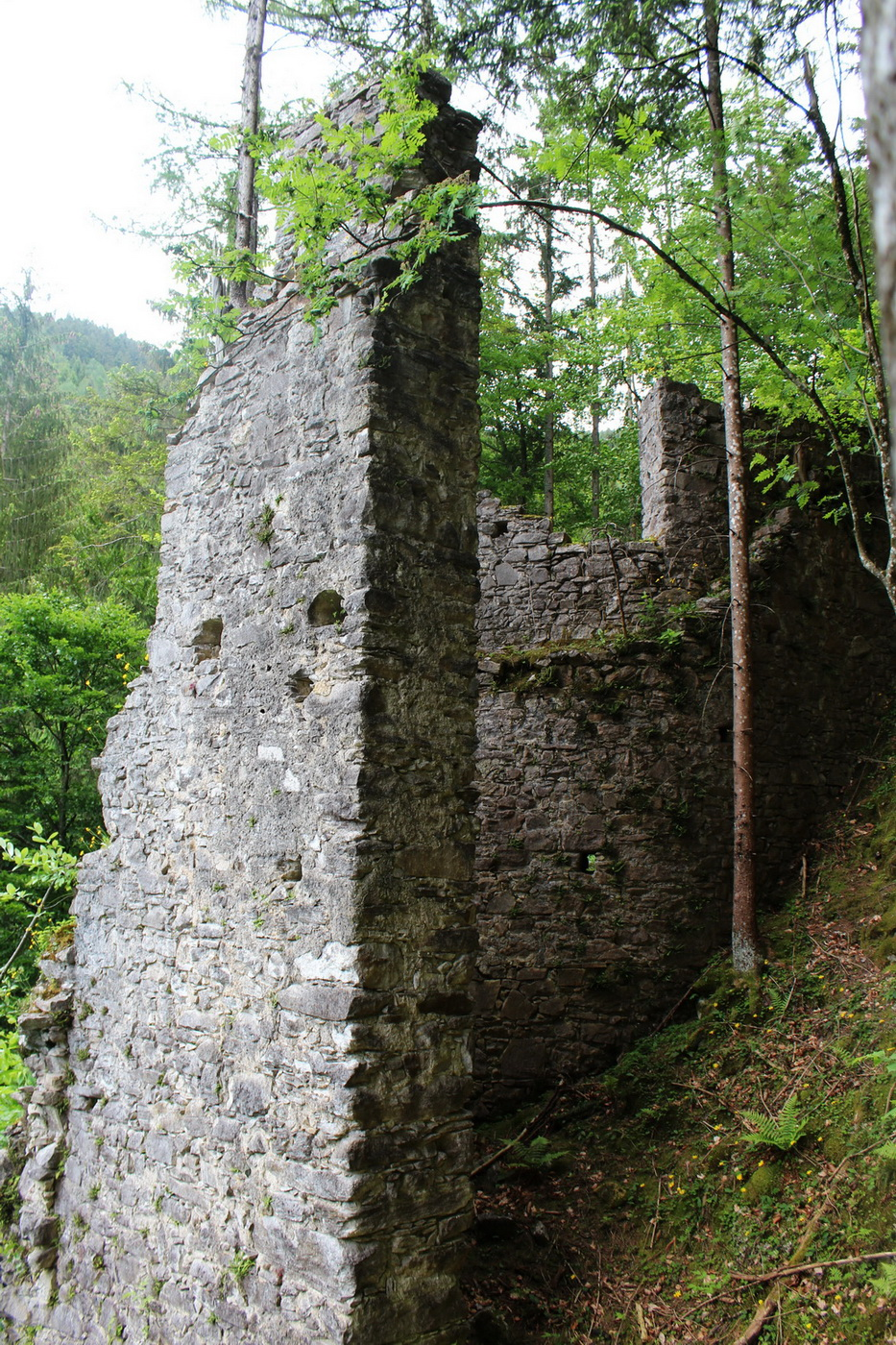
Burg Treffen (Kärnten) Blick aus Süd-Osten.
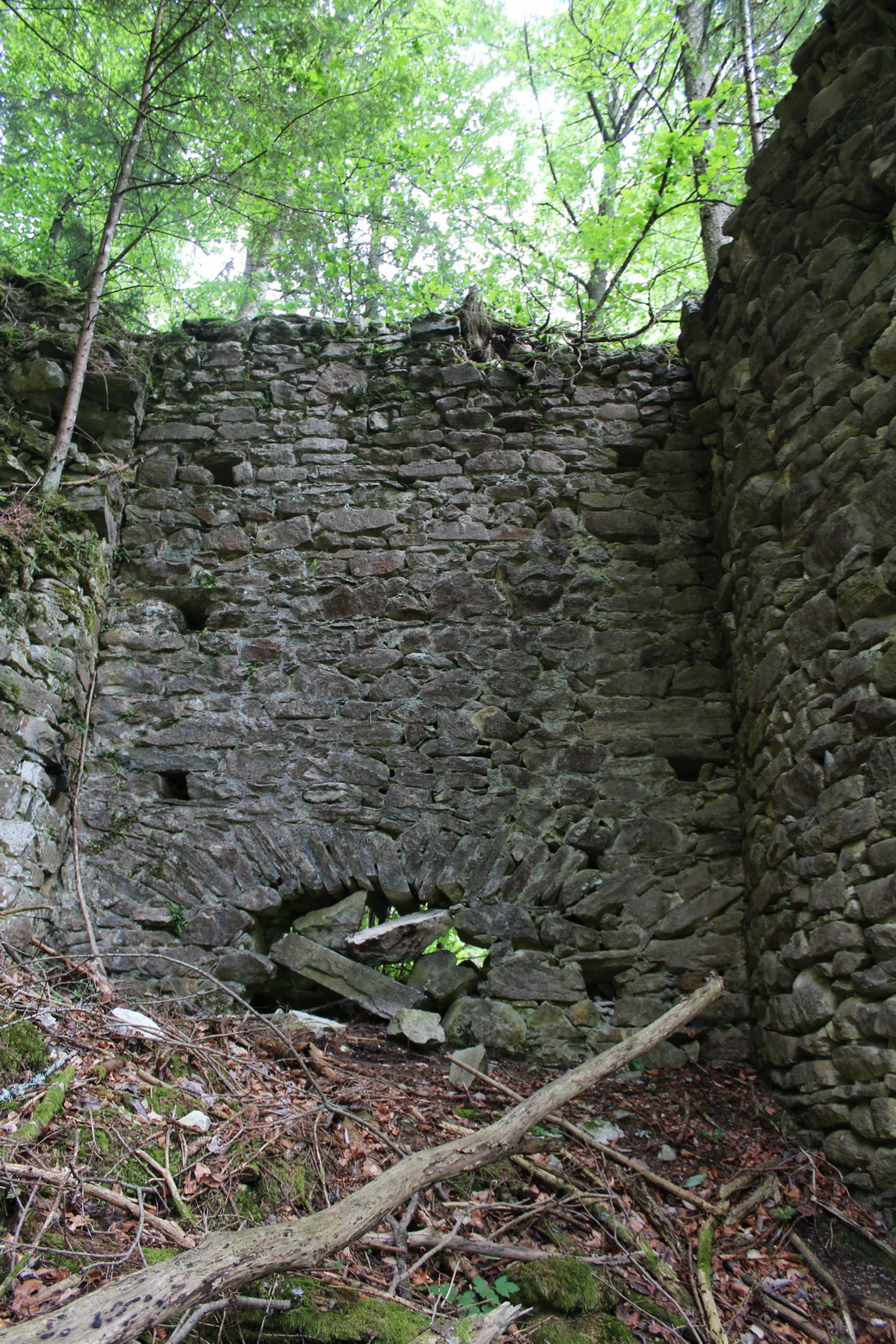
Burg Treffen (Kärnten)
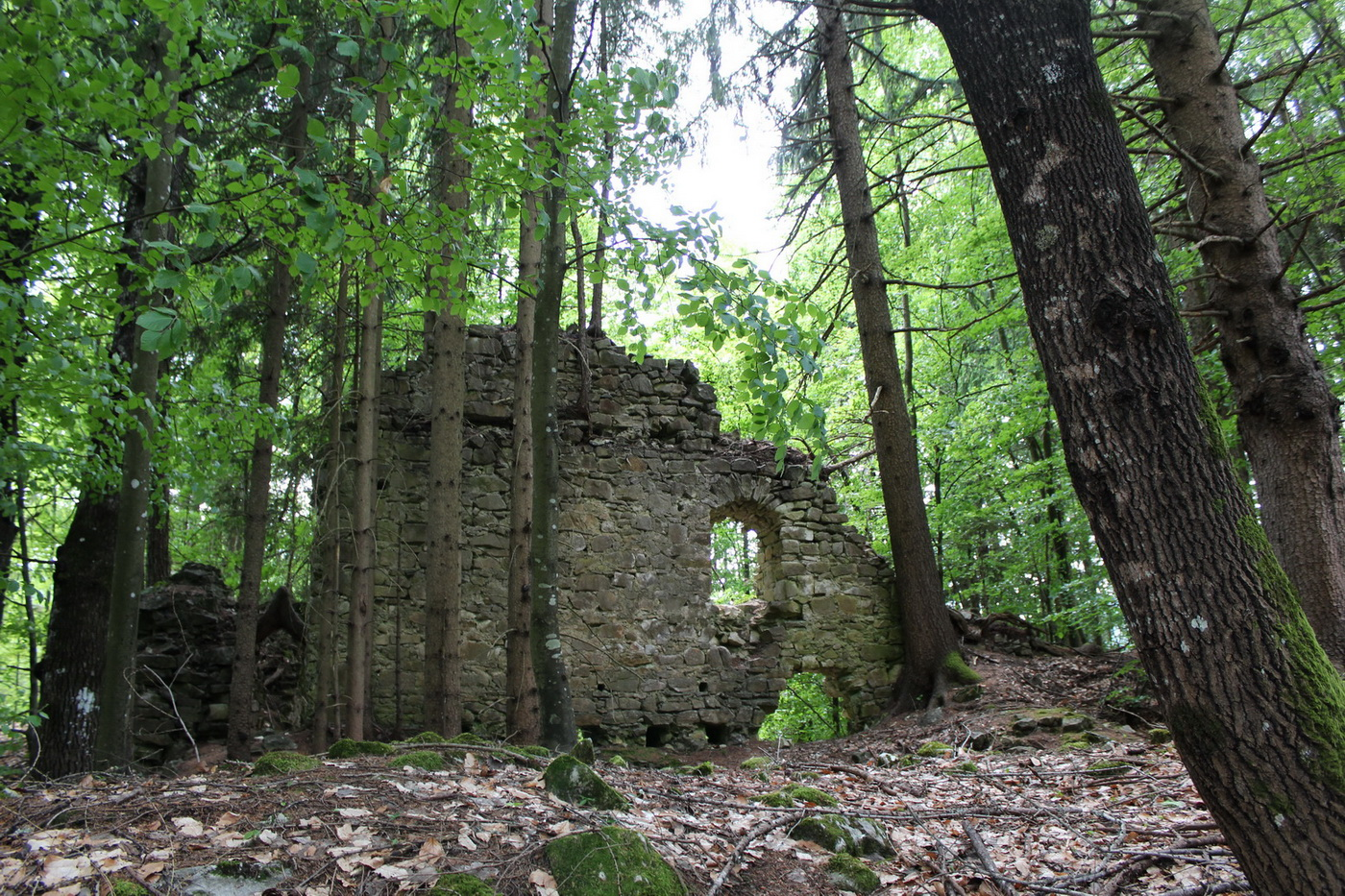
Burg Treffen (Kärnten) Blick aus Norden.
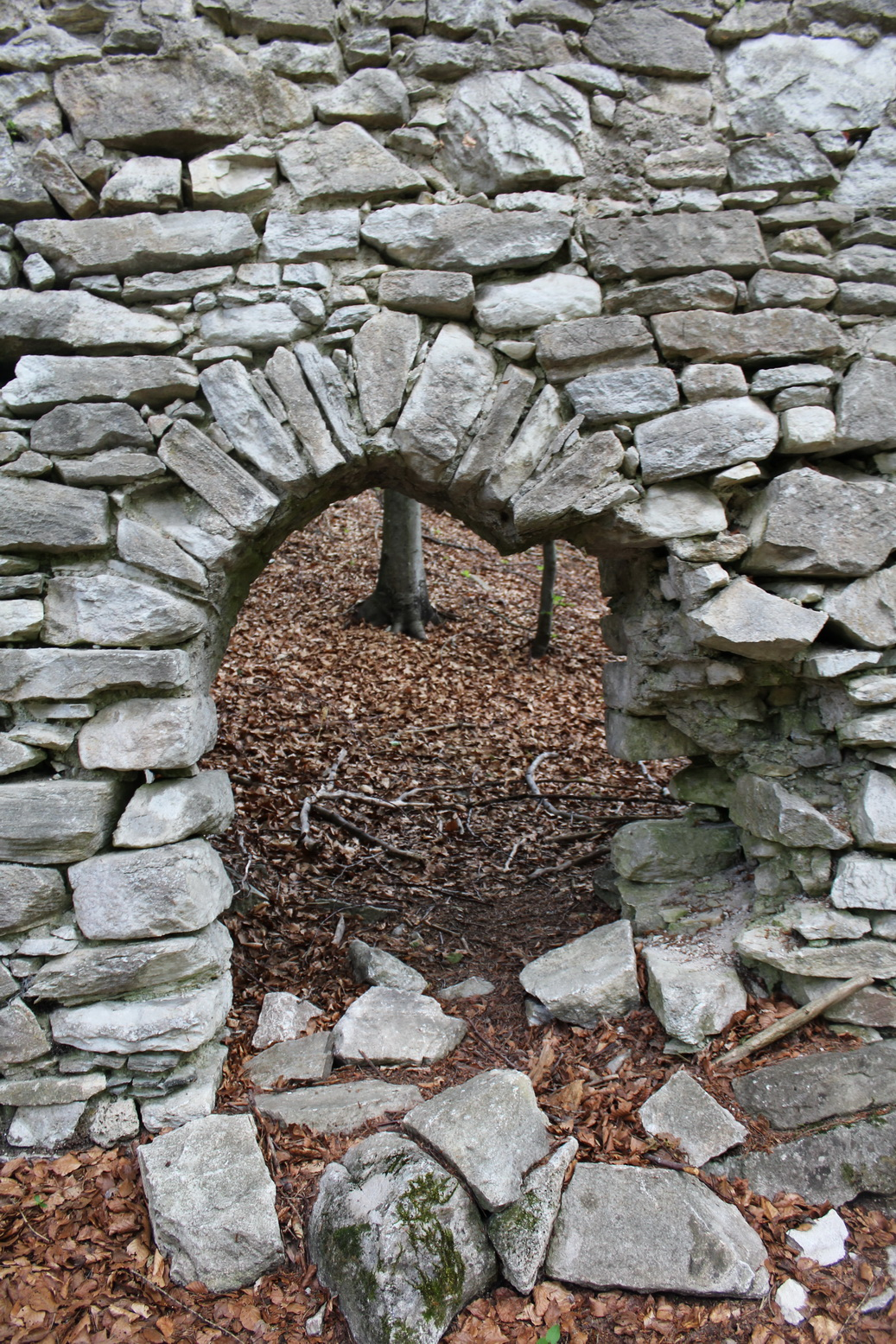
Burg Treffen (Kärnten)
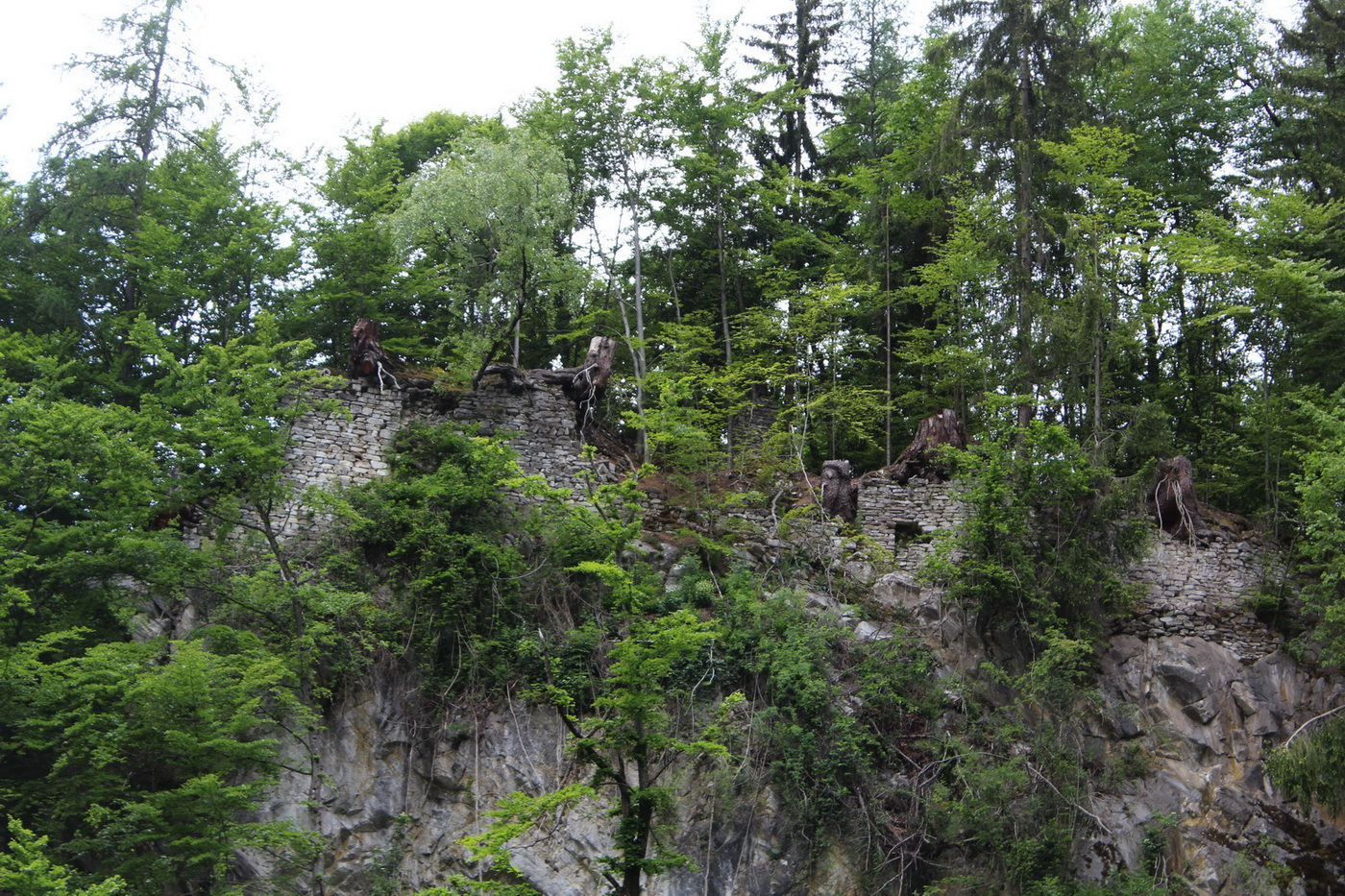
Burg Treffen (Kärnten) Blick aus Osten.
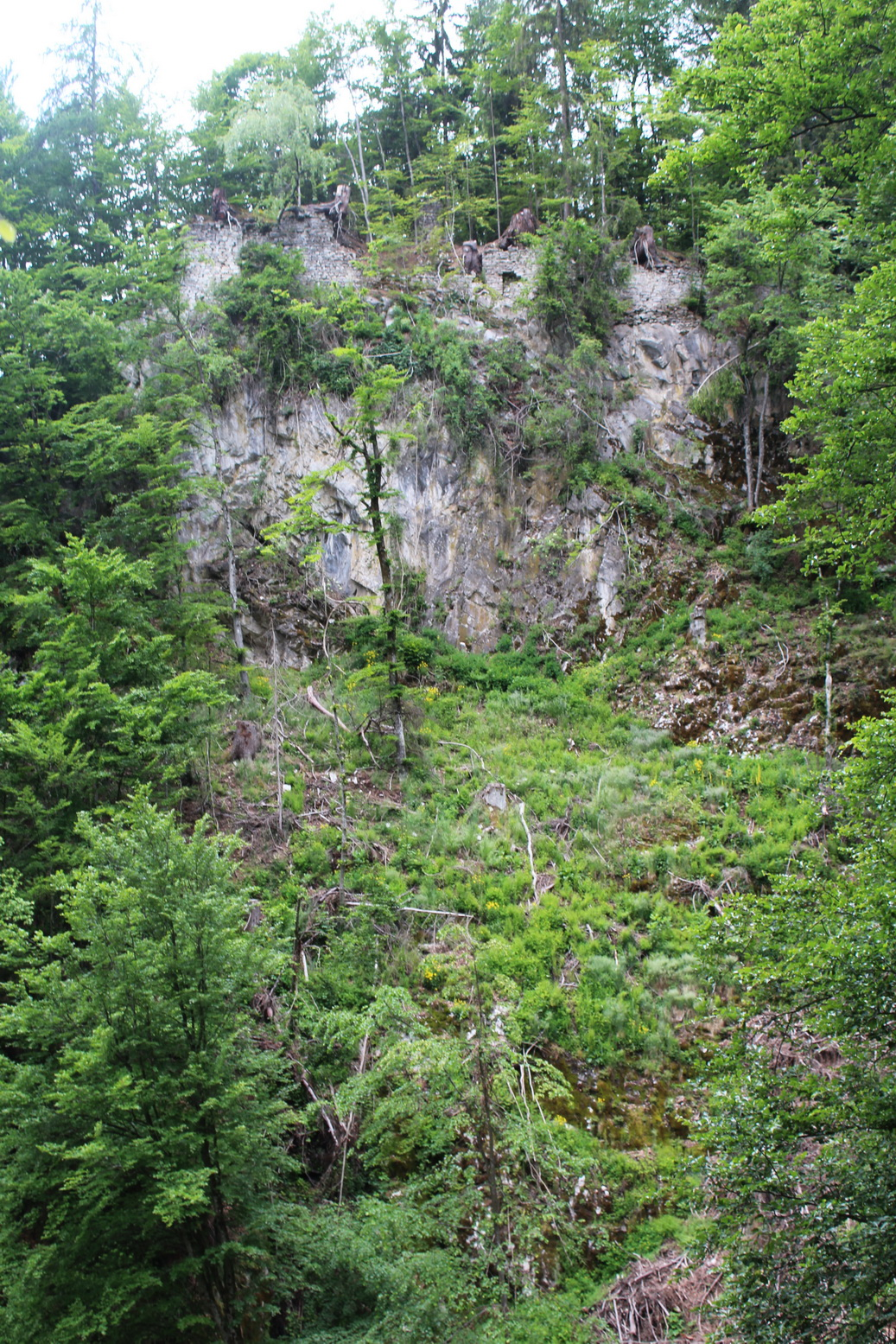
Burg Treffen (Kärnten) Blick aus Osten.
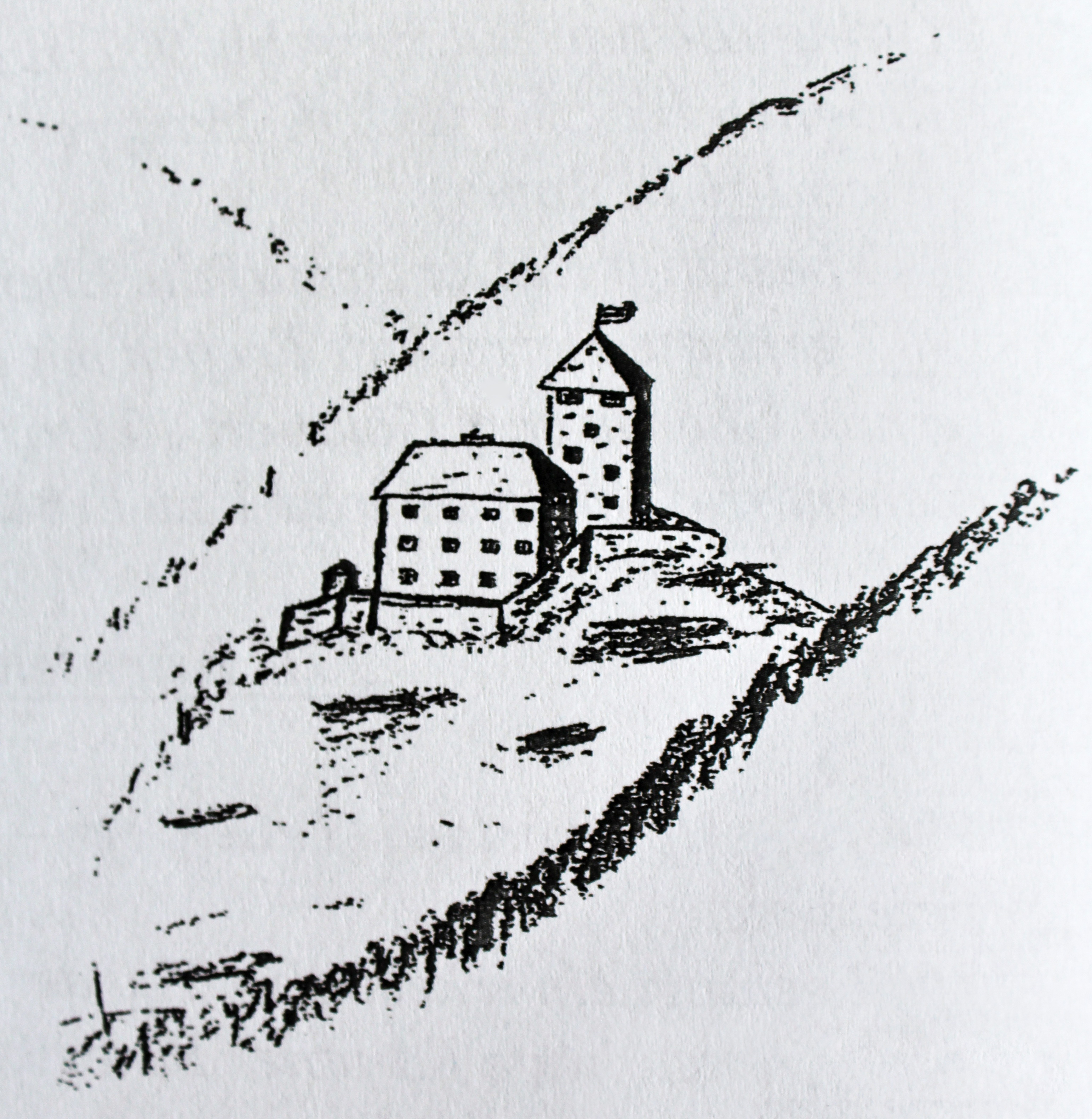
Skizze Burg Treffen (Kärnten) Blick aus Osten.